# Pram (rivière)
Pour les articles homonymes, voir Pram.
La Pram est une rivière autrichienne de 56 km de long qui coule dans le land de Haute-Autriche. Elle est un affluent de l'Inn et donc un sous-affluent du Danube.